# André Bucher (Leichtathlet)
André Bucher (* 19. Oktober 1976 in Neudorf) ist ein ehemaliger Schweizer Mittelstreckenläufer, der 2001 Weltmeister im 800-Meter-Lauf wurde. Er war bis 2017 der letzte Weltmeister aus Europa in dieser Disziplin.
Der 1,86 m grosse und 75 kg schwere studierte Primarlehrer startete für die LR Beromünster. Er war 2000 und 2001 Schweizer Sportler des Jahres und Europäischer Leichtathlet des Jahres 2001. Danach wurde Bucher immer wieder durch Verletzungen gebremst. Nach einer einjährigen Wettkampfpause gab er am 11. Mai 2007 seinen Rücktritt vom Spitzensport bekannt, nachdem bei der Saisonvorbereitung erneut gesundheitliche Probleme aufgetreten waren.
Nach einem Studium der Wirtschaftswissenschaften mit Schwerpunkt Marketing arbeitete Bucher ab Herbst 2009 bei der Migros in der Abteilung Sponsoring. Von 2012 bis 2013 war er als kantonaler Beauftragter für Nachwuchsförderung im Sportamt des Kantons Zürich tätig. 2013 gründete er zusammen mit seinem Läuferkollegen Dominik Meier die auf Markenentwicklung spezialisierte Allaleen AG. Im März 2014 gründete das Unternehmen zakwatch.ch, einen Retail-Brand für Uhren. 2015 eröffnete zakwatch.ch einen Store in Luzern. Bucher hat drei Kinder.

## Erfolge
An den Olympischen Spielen 2000 wurde André Bucher möglicherweise um eine Medaille gebracht, da er von Andrea Longo angerempelt wurde und der Ausgang des Rennens sehr knapp war. Der Italiener wurde später deswegen disqualifiziert. Seine grössten Erfolge feierte  Bucher ein Jahr später, als er ausser dem Weltmeistertitel auch fünf Golden-League-Meetings (und damit einen Teil des Jackpots) sowie den IAAF Grand Prix Final gewinnen konnte.
- 1998: 2. Platz Europameisterschaften
- 2000: 5. Platz Olympische Spiele
- 2001: 1. Platz Weltmeisterschaften
- 2002: 2. Platz Europameisterschaften

## Persönliche Bestleistungen
In seiner Spezialdisziplin 800 Meter erreichte Bucher bei seiner persönlichen Bestleistung im August 2001 eine Zeit, die bis damals nur von vier Läufern unterboten worden war. 
- 400 m: 46,32 s, 30. Juli 2000 in Lugano
- 600 m: 1:14,72 min (Schweizer Bestleistung), 1. September 1999 in Bellinzona
- 800 m: 1:42,55 min (Schweizer Rekord), 17. August 2001 in Zürich
- 800 m (Halle): 1:44,93 min (Schweizer Rekord), 3. März 2002 in Wien
- 1000 m: 2:15,63 min (Schweizer Rekord), 24. Mai 2001 in Langenthal
- 1500 m: 3:38,44 min (Schweizer U23-Rekord), 25. Juni 1996 in Luzern

## Leistungsentwicklung
| Jahr | 400 Meter (in s) | 400 Meter (Halle) (in s) | 800 Meter (in min) | 800 Meter (Halle) (in min) | 1000 Meter (in min) | 1500 Meter (in min) | 3000 Meter (in min) | 5000 Meter (in min) | 10'000 Meter (in min) |
| ---- | ---------------- | ------------------------ | ------------------ | -------------------------- | ------------------- | ------------------- | ------------------- | ------------------- | --------------------- |
| 1990 | –                | –                        | –                  | –                          | 2:49,22             | –                   | 9:30,97             | –                   | –                     |
| 1991 | –                | –                        | –                  | –                          | 2:38,40             | 4:19,10             | 9:00,24             | –                   | –                     |
| 1992 | –                | –                        | –                  | –                          | 2:35,44             | 4:11,50             | 8:50,09             | –                   | –                     |
| 1993 | –                | –                        | 1:56,40            | –                          | 2:29,44             | 4:08,24             | 8:38,34             | –                   | 32:05,2               |
| 1994 | –                | –                        | 1:48,32            | –                          | 2:21,09             | 3:40,46             | –                   | –                   | 31:00,40              |
| 1995 | –                | –                        | 1:45,71            | –                          | 2:18,97             | 3:38,94             | –                   | –                   | 30:40,5               |
| 1996 | –                | –                        | 1:46,41            | –                          | 2:18,92             | 3:38,44             | –                   | –                   | –                     |
| 1997 | –                | –                        | 1:45,33            | –                          | 2:20,29             | –                   | –                   | –                   | –                     |
| 1998 | 48,46            | –                        | 1:44,96            | –                          | 2:17,45             | 3:46,87             | 8:16,9              | 14:06,77            | –                     |
| 1999 | 47,58            | –                        | 1:42,92            | 1:52,43                    | 2:15,66             | –                   | –                   | –                   | –                     |
| 2000 | 46,32            | –                        | 1:43,13            | –                          | 2:15,73             | –                   | –                   | –                   | –                     |
| 2001 | 47,04            | 47,66                    | 1:42,55            | 1:45,32                    | 2:15,63             | –                   | –                   | –                   | –                     |
| 2002 | –                | –                        | 1:43,93            | 1:44,93                    | –                   | –                   | –                   | –                   | –                     |
| 2003 | –                | –                        | 1:44,25            | –                          | –                   | –                   | –                   | –                   | –                     |
| 2004 | –                | –                        | 1:45,56            | –                          | –                   | –                   | –                   | –                   | –                     |
| 2005 | 48,30            | –                        | 1:45,20            | 1:48,19                    | –                   | –                   | –                   | –                   | –                     |